# British Academy Film Award du meilleur film
Le British Academy Film Award du meilleur film (British Academy Film Award for Best Film) est une récompense cinématographique britannique décernée depuis 1948 par la British Academy of Film and Television Arts (BAFTA) lors de la cérémonie annuelle des British Academy Film Awards.

## Introduction
La BAFTA a modifié les titres et l'organisation des catégories pour le meilleur film depuis 1948 :
- de 1948 à 1968 :
  - British Academy Film Award du meilleur film - toutes provenances (Best Film from any Source) pour les films non britanniques ;
  - British Academy Film Award du meilleur film britannique (Best British Film) ;
- de 1969 à 1982 : British Academy Film Award du meilleur film (Best Film)
- de 1983 à 1992 :
  - British Academy Film Award du meilleur film (Best Film)
  - British Academy Film Award du meilleur film en langue étrangère (Best Foreign Language Film puis Best Film Not in the English Language en 1989)
- depuis 1993 :
  - British Academy Film Award du meilleur film (Best Film)
  - British Academy Film Award du meilleur film en langue étrangère (Best Film Not in the English Language)
  - British Academy Film Award du meilleur film britannique (Alexander Korda Award for Best British Film puis Outstanding British Film depuis 2010)

Jusqu'en 1968, deux récompenses du meilleur film étaient décernées chaque année : Meilleur film britannique et Meilleur film (toutes sources) pour les films non britanniques. Il a été possible pour les films britanniques d'être nommé dans les deux catégories et, parfois, de gagner les deux récompenses. À partir de 1969, ces prix ont été remplacés par le seul British Academy Film Award du meilleur film et les films britanniques n'étaient plus distingués des autres.
En 1983, le BAFTA a commencé à séparer les films en langue anglaise des films en d'autres langues, en créant la récompense du Meilleur film en langue étrangère. En 1989, son titre a été changé en Meilleur film en langue non anglaise ou plus communément Meilleur film étranger. Comme avant, il est possible pour les films en langue étrangère d'être nommés en même temps pour le Meilleur film, mais à ce jour, aucun film n'a remporté les deux catégories.
En 1993, un prix du meilleur film britannique a été rétabli avec la création de l’Alexander Korda Award du meilleur film britannique (du nom du célèbre réalisateur britannique), renommé en 2010 Meilleur film britannique.
Jusqu'en 1981, le prix était remis au réalisateur. De 1981 à 1985, il a été remis uniquement aux producteurs, puis en 1986 il a été partagé entre le réalisateur et les producteurs. Depuis 1998, il est remis une fois de plus aux seuls producteurs.

## Palmarès
Note : les gagnants sont indiqués en gras et en tête de chaque année. Les années indiquées sont celles au cours desquelles la cérémonie a eu lieu, soit l'année suivant leur sortie en salles (au Royaume-Uni).
« Réal. » indique le réalisateur et « Prod. » le producteur (si différent).
Les symboles « ♕ » et « ♙ » indiquent respectivement une victoire et une nomination simultanée à l'Oscar du meilleur film.

### Années 1940
Meilleur film - toutes provenances (1948-1968)

#### 1948
- Les Plus Belles Années de notre vie (The Best Years of Our Lives) – Réal. : William Wyler ; Prod. : Samuel Goldwyn ♕

#### 1949
- Hamlet – Réal. : Laurence Olivier ♕
- Feux croisés (Crossfire) – Réal. : Edward Dmytryk ; Prod. : Adrian Scott ♙
- Première Désillusion (The Fallen Idol) – Réal. : Carol Reed
- Monsieur Vincent – Réal. : Maurice Cloche ; Prod. : Vicomte George de la Grandiere
- La Cité sans voiles (The Naked City) – Réal. : Jules Dassin ; Prod. : Mark Hellinger
- Païsa (Paisà) – Réal. : Roberto Rossellini ; Prod. : Rod E. Geiger
- Sous le ciel de Provence (Era di venerdì 17) – Réal. : Alessandro Blasetti ; Prod. : Giuseppe Amato

### Années 1950

#### 1950
- Le Voleur de bicyclette (Ladri di biciclette) – Réal. : Vittorio De Sica ; Prod. : Giuseppe Amato
- Ballade berlinoise (Berliner Ballade) – Réal. : R.A. Stemmle ; Prod. : Alf Teichs
- La Dernière Étape (Ostatni etap) – Réal. : Wanda Jakubowska
- Nous avons gagné ce soir (The Set-Up) – Réal. : Robert Wise ; Prod. : Richard J. Goldstone
- Le Troisième Homme (The Third Man) – Réal. : Carol Reed
- Le Trésor de la Sierra Madre (The Treasure of the Sierra Madre) – Réal. : John Huston ; Prod. : Henry Blanke ♙
- Une incroyable histoire (The Window) – Réal. : Ted Tetzlaff ; Prod. : Frederic Ullman Jr.

#### 1951
- Ève (All About Eve) – Réal. : Joseph L. Mankiewicz ; Prod. : Darryl F. Zanuck ♕
- Quand la ville dort (The Asphalt Jungle) – Réal. : John Huston ; Prod. : Arthur Hornblow Jr.
- La Beauté du diable – Réal. : René Clair ; Prod. : Salvo D'Angelo
- L'Intrus (Intruder in the Dust) – Réal. : Clarence Brown
- C'étaient des hommes (The Men) – Réal. : Fred Zinnemann ; Prod. : Stanley Kramer
- Un jour à New York (On the Town) – Réal. : Stanley Donen et Gene Kelly ; Prod. : Arthur Freed
- Orphée – Réal. : Jean Cocteau ; Prod. : André Paulvé

#### 1952
- La Ronde – Réal. : Max Ophüls ; Prod. : Ralph Baum et Sacha Gordine
- Un Américain à Paris (An American in Paris) – Réal. : Vincente Minnelli ; Prod. : Arthur Freed ♕
- L'Ombre d'un homme (The Browning Version) – Réal. : Anthony Asquith ; Prod. : Teddy Baird
- Histoire de détective (Detective Story) – Réal. : William Wyler
- Dimanche d'août (Domenica d'agosto) – Réal. : Luciano Emmer ; Prod. : Sergio Amidei
- 14 Heures (Fourteen Hours) – Réal. : Henry Hathaway ; Prod. : Sol C. Siegel
- Mademoiselle Julie (Fröken Julie) – Réal. : Alf Sjöberg ; Prod. : Rune Waldekranz
- De l'or en barres (The Lavender Hill Mob) – Réal. : Charles Crichton ; Prod. : Michael Balcon
- La Boîte magique (The Magic Box) – Réal. : John Boulting ; Prod. : Ronald Neame
- La Soupe à la citrouille (The Magic Garden) – Réal. : Donald Swanson
- L'Homme au complet blanc (The Man in the White Suit) – Réal. : Alexander Mackendrick ; Prod. : Michael Balcon
- No Resting Place – Réal. : Paul Rotha ; Prod. : Colin Lesslie
- La Charge victorieuse (The Red Badge of Courage) – Réal. : John Huston ; Prod. : Gottfried Reinhardt
- Peppino e Violetta – Réal. : Maurice Cloche et Ralph Smart ; Prod. : Anthony Havelock-Allan
- Fureur sur la ville (The Sound of Fury) – Réal. : Cyril Endfield ; Prod. : Robert Stillman
- Le Commando de la mort (A Walk in the Sun) – Réal. : Lewis Milestone
- Des hommes comme les autres (White Corridors) – Réal. : Pat Jackson ; Prod. : John Croydon et Joseph Janni
- Édouard et Caroline – Réal. : Jacques Becker

#### 1953
- Le Mur du son (The Sound Barrier) – Réal. : David Lean
- L'Odyssée de l'African Queen (The African Queen) – Réal. : John Huston ; Prod. : Sam Spiegel
- Angels One Five – Réal. : George More O'Ferrall ; Prod. : John W. Gossage et Derek N. Twist
- The Boy Kumasenu – Réal. : Sean Graham
- Un amour désespéré (Carrie) – Réal. : William Wyler
- Casque d'Or – Réal. : Jacques Becker ; Prod. : Raymond Hakim et Robert Hakim
- Pleure, ô pays bien-aimé (Cry, the Beloved Country) – Réal. : Zoltan Korda ; Prod. : Alan Paton
- La Mort d'un commis voyageur (Death of a Salesman) – Réal. : László Benedek ; Prod. : Stanley Kramer
- Les Feux de la rampe (Limelight) – Réal. : Charlie Chaplin
- La Merveilleuse Histoire de Mandy (Mandy) – Réal. : Alexander Mackendrick et Fred F. Sears ; Prod. : Michael Balcon et Leslie Norman
- Miracle à Milan (Miracolo a Milano) – Réal. : Vittorio De Sica
- Los olvidados – Réal. : Luis Buñuel ; Prod. : Oscar Dancigers, Sergio Kogan et Jaime A. Menasce
- Le Banni des îles (Outcast of the Islands) – Réal. : Carol Reed
- Rashōmon (羅生門) – Réal. : Akira Kurosawa ; Prod. : Minoru Jingo
- Le Fleuve (The River) – Réal. : Jean Renoir ; Prod. : Kenneth McEldowney
- Chantons sous la pluie (Singin' in the Rain) – Réal. : Stanley Donen et Gene Kelly ; Prod. : Arthur Freed
- Un tramway nommé Désir (A Streetcar Named Desire) – Réal. : Elia Kazan ; Prod. : Charles K. Feldman ♙
- Viva Zapata ! (Viva Zapata!) – Réal. : Elia Kazan ; Prod. : Darryl F. Zanuck

#### 1954
- Jeux interdits – Réal. : René Clément ; Prod. : Robert Dorfmann
- Les Ensorcelés (The Bad and the Beautiful) – Réal. : Vincente Minnelli ; Prod. : John Houseman
- Reviens petite Sheba (Come Back, Little Sheba) – Réal. : Daniel Mann ; Prod. : Hal B. Wallis
- La Mer cruelle (The Cruel Sea) – Réal. : Charles Frend ; Prod. : Leslie Norman
- Deux Sous d'espoir (Due soldi di speranza) – Réal. : Renato Castellani ; Prod. : Sandro Ghenzi
- Tant qu'il y aura des hommes (From Here to Eternity) – Réal. : Fred Zinnemann ; Prod. : Buddy Adler ♕
- Geneviève (Genevieve) – Réal. : Henry Cornelius
- Le Fond du problème (The Heart of the Matter) – Réal. : George More O'Ferrall ; Prod. : Ian Dalrymple
- Jules César (Julius Caesar) – Réal. : Joseph L. Mankiewicz ; Prod. : John Houseman ♙
- Les Kidnappers (The Kidnappers) – Réal. : Philip Leacock ; Prod. : Sergei Nolbandov et Leslie Parkyn
- Lili – Réal. : Charles Walters ; Prod. : Edwin H. Knopf
- Le Médium (Il medium) – Réal. : Gian-Carlo Menotti ; Prod. : Walther Lowendahl
- Mogambo – Réal. : John Ford ; Prod. : Sam Zimbalist
- Moulin Rouge – Réal. : John Huston ; Prod. : John Woolf et James Woolf ♙
- Nous sommes tous des assassins – Réal. : André Cayatte ; Prod. : François Carron
- Le Petit Monde de don Camillo – Réal. : Julien Duvivier ; Prod. : Giuseppe Amato
- Vacances romaines (Roman Holiday) – Réal. : William Wyler ♙
- L'Homme des vallées perdues (Shane) – Réal. : George Stevens ♙
- Le soleil brille pour tout le monde (The Sun Shines Bright) – Réal. : John Ford ; Prod. : Merian C. Cooper

#### 1955
- Le Salaire de la peur – Réal. : Henri-Georges Clouzot ; Prod. : Raymond Borderie
- Ouragan sur le Caine (The Caine Mutiny) – Réal. : Edward Dmytryk ; Prod. : Stanley Kramer ♙
- Cour martiale (Carrington V.C.) – Réal. : Anthony Asquith ; Prod. : Teddy Baird
- Les hommes ne comprendront jamais (The Divided Heart) – Réal. : Charles Crichton ; Prod. : Michael Truman
- Toubib or not Toubib (Doctor in the House) – Réal. : Ralph Thomas ; Prod. : Betty E. Box
- La Tour des ambitieux (Executive Suite) – Réal. : Robert Wise ; Prod. : John Houseman
- Pour le meilleur et pour le pire (For Better, for Worse) – Réal. : J. Lee Thompson ; Prod. : Kenneth Harper
- Chaussure à son pied (Hobson's Choice) – Réal. : David Lean
- Comment épouser un millionnaire (How to Marry a Millionaire) – Réal. : Jean Negulesco ; Prod. : Nunnally Johnson
- La Porte de l'enfer (地獄門) – Réal. : Teinosuke Kinugasa ; Prod. : Masaichi Nagata
- The Maggie – Réal. : Alexander Mackendrick ; Prod. : Michael Truman
- La Lune était bleue (The Moon Is Blue) – Réal. : Otto Preminger
- Sur les quais (On the Waterfront) – Réal. : Elia Kazan ; Prod. : Sam Spiegel ♙
- Pain, Amour et Fantaisie (Pane, amore e fantasia) – Réal. : Luigi Comencini ; Prod. : Marcello Girosi
- La Flamme pourpre (The Purple Plain) – Réal. : Robert Parrish ; Prod. : John Bryan
- Fenêtre sur cour (Rear Window) – Réal. : Alfred Hitchcock
- Les Révoltés de la cellule 11 (Riot in Cell Block 11) – Réal. : Don Siegel ; Prod. : Walter Wanger
- Les Aventures de Robinson Crusoé (Robinson Crusoe) – Réal. : Luis Buñuel ; Prod. : Oscar Dancigers et Henry F. Ehrlich
- Roméo et Juliette (Romeo and Juliet) – Réal. : Renato Castellani ; Prod. : Sandro Ghenzi et Joseph Janni
- Les Sept Femmes de Barbe-Rousse (Seven Brides for Seven Brothers) – Réal. : Stanley Donen ; Prod. : Jack Cummings ♙

#### 1956
- Richard III – Réal. : Laurence Olivier
- Un homme est passé (Bad Day at Black Rock) – Réal. : John Sturges ; Prod. : Dore Schary
- Carmen Jones – Réal. : Otto Preminger
- Les Indomptables de Colditz (The Colditz Story) – Réal. : Guy Hamilton ; Prod. : Ivan Foxwell
- Les Briseurs de barrages (The Dam Busters) – Réal. : Michael Anderson
- À l'est d'Éden (East of Eden) – Réal. : Elia Kazan
- Tueurs de dames (The Ladykillers) – Réal. : Alexander Mackendrick ; Prod. : Seth Holt et Michael Balcon
- Marty – Réal. : Delbert Mann ; Prod. : Harold Hecht ♕
- La Nuit où mon destin s'est joué (The Night My Number Came Up) – Réal. : Leslie Norman ; Prod. : Michael Balcon
- L'Emprisonné (The Prisoner) – Réal. : Peter Glenville ; Prod. : Vivian Cox
- Les Sept Samouraïs (七人の侍) – Réal. : Akira Kurosawa ; Prod. : Sōjirō Motoki
- Simba – Réal. : Brian Desmond Hurst ; Prod. : Peter De Sarigny
- La strada – Réal. : Federico Fellini ; Prod. : Dino De Laurentiis et Carlo Ponti
- Vacances à Venise (Summertime) – Réal. : David Lean ; Prod. : Ilya Lopert

#### 1957
- Gervaise – Réal. : René Clément ; Prod. : Agnès Delahaie
- Amis pour la vie (Amici per la pelle) – Réal. : Franco Rossi ; Prod. : Carlo Civallero
- Baby Doll – Réal. : Elia Kazan ; Prod. : Tennessee Williams
- La Bataille du Rio de la Plata (The Battle of the River Plate) – Réal. : Michael Powell et Emeric Pressburger
- Le Défroqué – Réal. : Léo Joannon ; Prod. : Alain Poiré et Roger Ribadeau Dumas
- Blanches Colombes et Vilains Messieurs (Guys and Dolls) – Réal. : Joseph L. Mankiewicz ; Prod. : Samuel Goldwyn
- L'Ultime Razzia (The Killing) – Réal. : Stanley Kubrick ; Prod. : James B. Harris
- L'Homme qui n'a jamais existé (The Man Who Never Was) – Réal. : Ronald Neame ; Prod. : André Hakim
- L'Homme au bras d'or (The Man with the Golden Arm) – Réal. : Otto Preminger
- Picnic – Réal. : Joshua Logan ; Prod. : Fred Kohlmar ♙
- La Cigale (Попрыгунья) – Réal. : Samson Samsonov
- Vainqueur du ciel (Reach for the Sky) – Réal. : Lewis Gilbert ; Prod. : Daniel M. Angel
- La Fureur de vivre (Rebel Without a Cause) – Réal. : Nicholas Ray ; Prod. : David Weisbart
- Sourires d'une nuit d'été (Sommarnattens leende) – Réal. : Ingmar Bergman ; Prod. : Allan Ekelund
- Ma vie commence en Malaisie (A Town Like Alice) – Réal. : Jack Lee ; Prod. : Joseph Janni
- Mais qui a tué Harry ? (The Trouble with Harry) – Réal. : Alfred Hitchcock
- Guerre et Paix (War and Peace) – Réal. : King Vidor ; Prod. : Dino De Laurentiis
- Peine capitale (Yield to the Night) – Réal. : J. Lee Thompson ; Prod. : Kenneth Harper

#### 1958
- Le Pont de la rivière Kwaï (The Bridge on the River Kwai) – Réal. : David Lean ; Prod. : Sam Spiegel ♕
- Douze Hommes en colère (12 Angry Men) – Réal. : Sidney Lumet ; Prod. : Henry Fonda et Reginald Rose ♙
- 3 h 10 pour Yuma (3:10 to Yuma) – Réal. : Delmer Daves ; Prod. : David Heilweil
- La Nuit des maris (The Bachelor Party) – Réal. : Delbert Mann ; Prod. : Harold Hecht
- Celui qui doit mourir – Réal. : Jules Dassin ; Prod. : Henri Bérard
- L'Homme qui tua la peur (Edge of the City) – Réal. : Martin Ritt ; Prod. : David Susskind
- Dieu seul le sait (Heaven Knows, Mr. Allison) – Réal. : John Huston ; Prod. : Buddy Adler et Eugene Frenke
- La Complainte du sentier (পথের পাঁচালী) – Réal. : Satyajit Ray
- Les Sentiers de la gloire (Paths of Glory) – Réal. : Stanley Kubrick ; Prod. : Kirk Douglas et James B. Harris
- Porte des Lilas – Réal. : René Clair
- Le Prince et la Danseuse (The Prince and the Showgirl) – Réal. : Laurence Olivier
- The Shiralee – Réal. : Leslie Norman ; Prod. : Michael Balcon et Jack Rix
- That Night! – Réal. : John Newland ; Prod. : Himan Brown
- Du sang dans le désert  (The Tin Star) – Réal. : Anthony Mann ; Prod. : William Perlberg et George Seaton
- Un condamné à mort s'est échappé – Réal. : Robert Bresson ; Prod. : Alain Poiré et Jean Thuillier
- Alerte en Extrême-Orient (Windom's Way) – Réal. : Ronald Neame ; Prod. : John Bryan

#### 1959
- Les Chemins de la haute ville (Room at the Top) – Réal. : Jack Clayton ; Prod. : James Woolf et John Woolf ♙
- L'Invaincu (অপরাজিত) – Réal. : Satyajit Ray
- La Chatte sur un toit brûlant (Cat on a Hot Tin Roof) – Réal. : Richard Brooks ; Prod. : Lawrence Weingarten ♙
- La Chaîne (The Defiant Ones) – Réal. : Stanley Kramer ♙
- Le Désert de la peur (Ice Cold in Alex) – Réal. : J. Lee Thompson ; Prod. : W. A. Whittaker
- Indiscret (Indiscreet) – Réal. : Stanley Donen
- Quand passent les cigognes (Летят журавли) – Réal. : Mikhail Kalatozov
- Les Sensuels (No Down Payment) – Réal. : Martin Ritt ; Prod. : Jerry Wald
- Les Nuits de Cabiria (Le Notti di Cabiria)- Réal. : Federico Fellini ; Prod. : Dino De Laurentiis
- Ordres d'exécution (Orders to Kill) – Réal. : Anthony Asquith ; Prod. : Anthony Havelock-Allan
- Les Diables du désert (Sea of Sand) – Réal. : Guy Green ; Prod. : Robert S. Baker et Monty Berman
- La Vallée de la poudre (The Sheepman) – Réal. : George Marshall ; Prod. : Edmund Grainger
- Les Fraises sauvages (Smultronstället) – Réal. : Ingmar Bergman ; Prod. : Allan Ekelund
- Le Bal des maudits (The Young Lions) – Réal. : Edward Dmytryk ; Prod. : Al Lichtman

### Années 1960

#### 1960
- Ben-Hur – Réal. : William Wyler ; Prod. : Sam Zimbalist ♕
- Autopsie d'un meurtre (Anatomy of a Murder) – Réal. : Otto Preminger ♙
- Le Visage (Ansiktet) – Réal. : Ingmar Bergman
- Les Grands Espaces (The Big Country) – Réal. : William Wyler ; Prod. : Gregory Peck
- Le Génie du mal (Compulsion) – Réal. : Richard Fleischer ; Prod. : Richard D. Zanuck
- Gigi – Réal. : Vincente Minnelli ; Prod. : Arthur Freed ♕
- Les Corps sauvages (Look Back in Anger) – Réal. : Tony Richardson ; Prod. : Harry Saltzman
- Maigret tend un piège – Réal. : Jean Delannoy ; Prod. : Jean-Paul Guibert
- Aux frontières des Indes (North West Frontier) – Réal. : J. Lee Thompson ; Prod. : Marcel Hellman
- Au risque de se perdre (The Nun's Story) – Réal. : Fred Zinnemann ; Prod. : Henry Blanke ♙
- Cendres et Diamant (Popiół i diament) – Réal. : Andrzej Wajda
- Opération Scotland Yard (Sapphire) – Réal. : Basil Dearden ; Prod. : Michael Relph
- Certains l'aiment chaud (Some Like It Hot) – Réal. : Billy Wilder
- Les Yeux du témoin (Tiger Bay) – Réal. : J. Lee Thompson ; Prod. : John Hawkesworth, Leslie Parkyn et Julian Wintle
- Section d'assaut sur le Sittang (Yesterday's Enemy) – Réal. : Val Guest ; Prod. : Michael Carreras

#### 1961
- La Garçonnière (The Apartment) – Réal. : Billy Wilder ♕
- Le Silence de la colère (The Angry Silence) – Réal. : Guy Green ; Prod. : Richard Attenborough et Bryan Forbes
- L'avventura – Réal. : Michelangelo Antonioni ; Prod. : Cino Del Duca, Raymond Hakim, Robert Hakim, Amato Pennasilico et Luciano Perugia
- La dolce vita – Réal. : Federico Fellini ; Prod. : Giuseppe Amato et Angelo Rizzoli
- Elmer Gantry le charlatan (Elmer Gantry) – Réal. : Richard Brooks ; Prod. : Bernard Smith ♙
- Hiroshima mon amour – Réal. : Alain Resnais ; Prod. : Anatole Dauman et Samy Halfon
- Procès de singe (Inherit the Wind) – Réal. : Stanley Kramer
- Le Milliardaire (Let's Make Love) – Réal. : George Cukor ; Prod. : Jerry Wald
- Orfeu Negro – Réal. : Marcel Camus ; Prod. : Sacha Gordine ♙
- Jamais le dimanche (Never on Sunday) – Réal. : Jules Dassin
- Les Quatre Cents Coups – Réal. : François Truffaut
- Samedi soir, dimanche matin (Saturday Night and Sunday Morning) – Réal. : Karel Reisz ; Prod. : Tony Richardson
- Shadows – Réal. : John Cassavetes ; Prod. : Maurice McEndree
- Spartacus – Réal. : Stanley Kubrick ; Prod. : Edward Lewis
- Le Testament d'Orphée, ou ne me demandez pas pourquoi ! – Réal. : Jean Cocteau ; Prod. : Jean Thuillier
- Les Procès d'Oscar Wilde (The Trials of Oscar Wilde) – Réal. : Ken Hughes ; Prod. : Irving Allen, Albert R. Broccoli et Harold Huth
- Les Fanfares de la gloire (Tunes of Glory) – Réal. : Ronald Neame ; Prod. : Colin Lesslie

#### 1962(ex-æquo)
- La Ballade du soldat (Баллада о солдате) – Réal. : Grigori Tchoukhraï ; Prod. : M. Chernova
- L'Arnaqueur (The Hustler) – Réal. : Robert Rossen ♙
- Le Monde d'Apu (অপুর সংসার) – Réal. : Satyajit Ray
- Les Innocents (The Innocents) – Réal. : Jack Clayton
- Jugement à Nuremberg (Judgment at Nuremberg) – Réal. : Stanley Kramer ♙
- La Patrouille égarée (The Long and the Short and the Tall) – Réal. : Leslie Norman ; Prod. : Michael Balcon
- Rocco et ses frères (Rocco e i suoi fratelli) – Réal. : Luchino Visconti ; Prod. : Goffredo Lombardo
- Horizons sans frontières (The Sundowners) – Réal. : Fred Zinnemann ; Prod. : Gerry Blatner
- Un goût de miel (A Taste of Honey) – Réal. : Tony Richardson
- Le Trou – Réal. : Jacques Becker ; Prod. : Serge Silberman
- Le vent garde son secret (Whistle Down the Wind) – Réal. : Bryan Forbes ; Prod. : Richard Attenborough

#### 1963
- Lawrence d'Arabie (Lawrence of Arabia) – Réal. : David Lean ; Prod. : Sam Spiegel ♕
- L'Année dernière à Marienbad – Réal. : Alain Resnais ; Prod. : Pierre Courau et Raymond Froment
- Billy Budd – Réal. : Peter Ustinov
- Le Caporal épinglé – Réal. : Jean Renoir ; Prod. : Adry de Carbuccia et Roland Girard
- La Dame au petit chien (Дама с собачкой) – Réal. : Iossif Kheifitz
- L'Île nue (裸の島) – Réal. : Kaneto Shindō
- Jules et Jim – Réal. : François Truffaut
- Un amour pas comme les autres (A Kind of Loving) – Réal. : John Schlesinger ; Prod. : Joseph Janni
- La Chambre indiscrète (The L-Shaped Room) – Réal. : Bryan Forbes ; Prod. : Richard Attenborough et James Woolf
- Lola – Réal. : Jacques Demy ; Prod. : Georges de Beauregard et Carlo Ponti
- Un crime dans la tête (The Manchurian Candidate) – Réal. : John Frankenheimer ; Prod. : George Axelrod
- Miracle en Alabama (The Miracle Worker) – Réal. : Arthur Penn ; Prod. : Fred Coe
- On n'y joue qu'à deux (Only Two Can Play) – Réal. : Sidney Gilliat ; Prod. : Leslie Gilliat
- Phaedra – Réal. : Jules Dassin
- À travers le miroir (Såsom i en spegel) – Réal. : Ingmar Bergman ; Prod. : Allan Ekelund ♕
- Tu ne tueras point – Réal. : Claude Autant-Lara ; Prod. : Moris Ergas
- Une aussi longue absence (The Long Absence) – Réal. : Henri Colpi
- West Side Story – Réal. : Jerome Robbins et Robert Wise ♕

#### 1964
- Tom Jones – Réal. : Tony Richardson ♕
- Huit et demi (Otto e mezzo) – Réal. : Federico Fellini ; Prod. : Angelo Rizzoli ♕
- Billy le menteur (Billy Liar) – Réal. : John Schlesinger ; Prod. : Joseph Janni
- David et Lisa (David and Lisa) – Réal. : Frank Perry ; Prod. : Paul M. Heller
- Le Jour du vin et des roses (Days of Wine and Roses) – Réal. : Blake Edwards ; Prod. : Martin Manulis
- Divorce à l'italienne (Divorzio all'italiana) – Réal. : Pietro Germi ; Prod. : Franco Cristaldi
- Le Plus Sauvage d'entre tous (Hud) – Réal. : Martin Ritt ; Prod. : Irving Ravetch
- Le Couteau dans l'eau (Noz w Wodzie) – Réal. : Roman Polanski ; Prod. : Stanislaw Zylewicz ♙
- La Bataille de Naples (Le Quattro giornate di Napoli) – Réal. : Nanni Loy ; Prod. : Goffredo Lombardo ♙
- The Servant – Réal. : Joseph Losey ; Prod. : Norman Priggen
- Le Prix d'un homme (This Sporting Life) – Réal. : Lindsay Anderson ; Prod. : Karel Reisz
- Du silence et des ombres (To Kill a Mockingbird) – Réal. : Robert Mulligan ; Prod. : Alan J. Pakula ♙

#### 1965
- Docteur Folamour ou : comment j'ai appris à ne plus m'en faire et à aimer la bombe (Dr Strangelove Or: How I Learned To Stop Worrying And Love The Bomb) – Réal. : Stanley Kubrick ♙
- Becket – Réal. : Peter Glenville ; Prod. : Hal B. Wallis ♙
- Le Mangeur de citrouilles (The Pumpkin Eater) – Réal. : Jack Clayton ; Prod. : James Woolf
- Le Train (The Train) – Réal. : John Frankenheimer ; Prod. : Jules Bricken

#### 1966
- My Fair Lady – Réal. : George Cukor ; Prod. : Jack Warner ♕
- Zorba le Grec (Αλέξης Ζορμπάς) – Réal. : Michel Cacoyannis ♙
- Hamlet (Гамлет) – Réal. : Grigori Kozintsev
- La Colline des hommes perdus (The Hill) – Réal. : Sidney Lumet ; Prod. : Kenneth Hyman
- Le Knack... et comment l'avoir (The Knack… and How to Get It) – Réal. : Richard Lester ; Prod. : Oscar Lewenstein

#### 1967
- Qui a peur de Virginia Woolf ? (Who's Afraid of Virginia Woolf?) – Réal. : Mike Nichols ; Prod. : Ernest Lehman ♙
- Le Docteur Jivago (Doctor Zhivago) – Réal. : David Lean ; Prod. : Carlo Ponti ♙
- Morgan (Morgan: A Suitable Case for Treatment) – Réal. : Karel Reisz ; Prod. : Leon Clore
- L'Espion qui venait du froid (The Spy Who Came In From The Cold) – Réal. : Martin Ritt

#### 1968
- Un homme pour l'éternité (A Man For All Seasons) – Réal. : Fred Zinnemann ♕
- Bonnie et Clyde (Bonnie and Clyde) – Réal. : Arthur Penn ; Prod. : Warren Beatty ♙
- Dans la chaleur de la nuit (In the Heat of the Night) – Réal. : Norman Jewison ; Prod. : Walter Mirisch ♙
- Un homme et une femme – Réal. : Claude Lelouch ♕

### Meilleur film (1969-1982)
Fusion des catégories « Meilleur film - toutes provenances » et « meilleur film britannique »

#### 1969
- Le Lauréat (The Graduate) – Réal. : Mike Nichols ♙
- 2001, l'Odyssée de l'espace (2001: A Space Odyssey) – Réal. : Stanley Kubrick
- Oliver ! (Oliver!) – Réal. : Carol Reed ; Prod. : John Woolf ♕
- Trains étroitement surveillés (Ostře sledované vlaky) – Réal. : Jiří Menzel ; Prod. : Zdenek Oves ♕

### Années 1970

#### 1970
- Macadam Cowboy (Midnight Cowboy) – Réal. : John Schlesinger ; Prod. : Jerome Hellman ♕
- Ah Dieu ! que la guerre est jolie (Oh! What a Lovely War) – Réal. : Richard Attenborough ; Prod. : Brian Duffy
- Love (Women in Love) – Réal. : Ken Russell ; Prod. : Larry Kramer
- Z – Réal. : Costa-Gavras ♕

#### 1971
- Butch Cassidy et le Kid (Butch Cassidy and the Sundance Kid) – Réal. : George Roy Hill ; Prod. : John Foreman ♙
- Kes – Réal. : Ken Loach ; Prod. : Tony Garnett (en)
- MASH – Réal. : Robert Altman ; Prod. : Ingo Preminger ♙
- La Fille de Ryan (Ryan's Daughter) – Réal. : David Lean ; Prod. : Anthony Havelock-Allan

#### 1972
- Un dimanche comme les autres (Sunday Bloody Sunday) – Réal. : John Schlesinger ; Prod. : Joseph Janni
- Le Messager (The Go-Between) – Réal. : Joseph Losey ; Prod. : John Heyman et Denis Johnson et Norman Priggen
- Mort à Venise (Death in Venice) – Réal. : Luchino Visconti
- Taking Off – Réal. : Miloš Forman ; Prod. : Alfred W. Crown

#### 1973
- Cabaret – Réal. : Bob Fosse ; Prod. : Cy Feuer ♙
- Orange mécanique (A Clockwork Orange) – Réal. : Stanley Kubrick ♙
- French Connection (The French Connection) – Réal. : William Friedkin ; Prod. : Philip D'Antoni ♕
- La Dernière Séance (The Last Picture Show) – Réal. : Peter Bogdanovich ; Prod. : Stephen J. Friedman ♙

#### 1974
- La Nuit américaine – Réal. : François Truffaut ; Prod. : Marcel Berbert
- Le Charme discret de la bourgeoisie – Réal. : Luis Buñuel ; Prod. : Serge Silberman ♕
- Chacal (The Day of the Jackal) – Réal. : Fred Zinnemann ; Prod. : John Woolf
- Ne vous retournez pas (Don't Look Now) – Réal. : Nicolas Roeg ; Prod. : Peter Katz

#### 1975
- Lacombe Lucien – Réal. : Louis Malle ; Prod. : Claude Nedjar ♙
- Chinatown – Réal. : Roman Polanski ; Prod. : Robert Evans ♙
- La Dernière Corvée (The Last Detail) – Réal. : Hal Ashby ; Prod. : Gerald Ayres
- Le Crime de l'Orient-Express (Murder on the Orient Express) – Réal. : Sidney Lumet ; Prod. : John Brabourne et Richard B. Goodwin

#### 1976
- Alice n'est plus ici (Alice Doesn't Live Here Anymore) – Réal. : Martin Scorsese ; Prod. : Audrey Maas et David Susskind
- Barry Lyndon – Réal. : Stanley Kubrick ♙
- Un après-midi de chien (Dog Day Afternoon) – Réal. : Sidney Lumet ; Prod. : Martin Bregman et Martin Elfand ♙
- Les Dents de la mer (Jaws) – Réal. : Steven Spielberg ; Prod. : David Brown et Richard D. Zanuck ♙

#### 1977
- Vol au-dessus d'un nid de coucou (One Flew Over the Cuckoo's Nest) – Réal. : Miloš Forman ; Prod. : Michael Douglas et Saul Zaentz ♕
- Les Hommes du président (All the President's Men) – Réal. : Alan J. Pakula ; Prod. : Walter Coblenz ♙
- Du rififi chez les mômes (Bugsy Malone) – Réal. : Alan Parker ; Prod. : Alan Marshall
- Taxi Driver – Réal. : Martin Scorsese ; Prod. : Julia Phillips et Michael Phillips ♙

#### 1978
- Annie Hall – Réal. : Woody Allen ; Prod. : Charles H. Joffe et Jack Rollins ♕
- Un pont trop loin (A Bridge Too Far) – Réal. : Richard Attenborough ; Prod. : Joseph E. Levine et Richard P. Levine
- Network : Main basse sur la télévision (Network) – Réal. : Sidney Lumet ; Prod. : Howard Gottfried ♙
- Rocky – Réal. : John G. Avildsen ; Prod. : Robert Chartoff et Irwin Winkler ♕

#### 1979
- Julia – Réal. : Fred Zinnemann ; Prod. : Richard Roth ♙
- Rencontres du troisième type (Close Encounters of the Third Kind) – Réal. : Steven Spielberg ; Prod. : Julia Phillips et Michael Phillips
- Midnight Express – Réal. : Alan Parker ; Prod. : Alan Marshall et David Puttnam
- Star Wars, épisode IV : Un nouvel espoir (Star Wars) – Réal. : George Lucas ; Prod. : Gary Kurtz ♙

### Années 1980

#### 1980
- Manhattan – Réal. : Woody Allen ; Prod. : Charles H. Joffe
- Apocalypse Now – Réal. : Francis Ford Coppola ; Prod. : Francis Ford Coppola ♙
- Le Syndrome chinois (The China Syndrome) – Réal. : James Bridges ; Prod. : Michael Douglas
- Voyage au bout de l'enfer (The Deer Hunter) – Réal. : Michael Cimino ; Prod. : Michael Deeley et John Peverall et Barry Spikings ♕

#### 1981
- Elephant Man (The Elephant Man) – Réal. : David Lynch ; Prod. : Jonathan Sanger (en) ♙
- Bienvenue, mister Chance (Being There) – Réal. : Hal Ashby ; Prod. : Andrew Braunsberg
- Kagemusha, l'Ombre du guerrier (影武者) – Réal. : Akira Kurosawa ♙
- Kramer contre Kramer (Kramer vs. Kramer) – Réal. : Robert Benton ; Prod. : Stanley R. Jaffe ♕

#### 1982
- Les Chariots de feu (Chariots of Fire) – Réal. : Hugh Hudson ; Prod. : David Puttnam ♕
- Atlantic City – Réal. : Louis Malle ; Prod. : Denis Héroux et John Kemeny ♙
- La Maîtresse du lieutenant français (The French Lieutenant's Woman) – Réal. : Karel Reisz ; Prod. : Leon Clore
- Une fille pour Gregory (Gregory's Girl) – Réal. : Bill Forsyth ; Prod. : Davina Belling et Clive Parsons
- Les Aventuriers de l'arche perdue (Raiders of the Lost Ark) – Réal. : Steven Spielberg ; Prod. : Frank Marshall ♙

### Meilleur film (1983-1992)
Scission avec la catégorie « Meilleur film en langue étrangère ».

#### 1983
- Gandhi – Réal. : Richard Attenborough ♕
- E.T., l'extra-terrestre (E.T. the Extra-Terrestrial) – Réal. : Steven Spielberg ; Prod. : Kathleen Kennedy ♙
- Missing – Réal. : Costa-Gavras ; Prod. : Edward Lewis et Mildred Lewis ♙
- La Maison du lac (On Golden Pond) – Réal. : Mark Rydell ; Prod. : Bruce Gilbert ♙

#### 1984
- L'Éducation de Rita (Educating Rita) – Réal. : Lewis Gilbert
- Chaleur et Poussière (Heat and Dust) – Réal. : James Ivory ; Prod. : Ismail Merchant
- Local Hero – Réal. : Bill Forsyth ; Prod. : David Puttnam
- Tootsie – Réal. : Sydney Pollack ; Prod. : Dick Richards ♙

#### 1985
- La Déchirure (The Killing Fields) – Réal. : Roland Joffé ; Prod. : David Puttnam ♙
- L'Habilleur (The Dresser) – Réal. : Peter Yates ; Prod. : Ronald Harwood ♙
- Paris, Texas – Réal. : Wim Wenders ; Prod. : Anatole Dauman et Don Guest (en)
- Porc royal (A Private Function) – Réal. : Malcolm Mowbray ; Prod. : Mark Shivas

#### 1986
- La Rose pourpre du Caire (The Purple Rose of Cairo) – Réal. : Woody Allen ; Prod. : Robert Greenhut
- Amadeus – Réal. : Miloš Forman ; Prod. : Saul Zaentz ♕
- Retour vers le futur (Back to the Future) – Réal. : Robert Zemeckis ; Prod. : Neil Canton et Bob Gale
- La Route des Indes (A Passage to India) – Réal. : David Lean ; Prod. : John Brabourne et Richard B. Goodwin ♙
- Witness – Réal. : Peter Weir ; Prod. : Edward S. Feldman (en)

#### 1987
- Chambre avec vue (A Room with a View) – Réal. : James Ivory ; Prod. : Ismail Merchant ♙
- Hannah et ses sœurs (Hannah and Her Sisters) – Réal. : Woody Allen ; Prod. : Robert Greenhut ♙
- Mission (The Mission) – Réal. : Roland Joffé ; Prod. : Fernando Ghia et David Puttnam ♙
- Mona Lisa – Réal. : Neil Jordan ; Prod. : Patrick Cassavetti et Stephen Woolley

#### 1988
- Jean de Florette – Réal. : Claude Berri
- Cry Freedom – Réal. : Richard Attenborough
- Hope and Glory – Réal. : John Boorman ♙
- Radio Days – Réal. : Woody Allen ; Prod. : Robert Greenhut

#### 1989
Le Dernier Empereur (The Last Emperor) – Réal. : Bernardo Bertolucci ; Prod. : Jeremy Thomas ♕
- Au revoir les enfants – Réal. : Louis Malle
- Le Festin de Babette (Babettes gæstebud) – Réal. : Gabriel Axel ; Prod. : Just Betzer et Bo Christensen ♕
- Un poisson nommé Wanda (A Fish Called Wanda) – Réal. : Charles Crichton ; Prod. : Michael Shamberg

### Années 1990

#### 1990
- Le Cercle des poètes disparus (Dead Poets Society) – Réal. : Peter Weir ; Prod. : Steven Haft, Paul Junger Witt, Tony Thomas et Peter Weir ♙
- My Left Foot (My Left Foot: The Story of Christy Brown) – Réal. : Jim Sheridan ; Prod. : Noel Pearson ♙
- Shirley Valentine – Réal. : Lewis Gilbert ; Prod. : Lewis Gilbert
- Quand Harry rencontre Sally (When Harry Met Sally...) – Réal. : Rob Reiner ; Prod. : Rob Reiner et Andrew Scheinman

#### 1991
- Les Affranchis (Goodfellas) – Réal. : Martin Scorsese ; Prod. : Irwin Winkler ♙
- Crimes et Délits (Crimes and Misdemeanors) – Réal. : Woody Allen ; Prod. : Robert Greenhut
- Miss Daisy et son chauffeur (Driving Miss Daisy) – Réal. : Bruce Beresford ; Prod. : Lili Zanuck et Richard D. Zanuck ♕
- Pretty Woman – Réal. : Garry Marshall ; Prod. : Arnon Milchan et Steven Reuther

#### 1992
- Les Commitments (The Commitments) – Réal. : Alan Parker ; Prod. : Lynda Myles et Roger Randall-Cutler
- Danse avec les loups (Dances with Wolves) – Réal. : Kevin Costner ; Prod. : Jim Wilson ♕
- Le Silence des agneaux (The Silence of the Lambs) – Réal. : Jonathan Demme ; Prod. : Ron Bozman, Edward Saxon et Kenneth Utt ♕
- Thelma et Louise (Thelma & Louise) – Réal. : Ridley Scott ; Prod. : Mimi Polk

### Meilleur film (depuis 1993)
Recréation de la catégorie « Meilleur film britannique »

#### 1993
- Retour à Howards End (Howards End) – Réal. : James Ivory ; Prod. : Ismail Merchant ♙
- The Crying Game – Réal. : Neil Jordan ; Prod. : Stephen Woolley ♙
- The Player – Réal. : Robert Altman ; Prod. : David Brown, Michael Tolkin et Nick Wechsler
- Ballroom Dancing (Strictly Ballroom) – Réal. : Baz Luhrmann ; Prod. : Tristram Miall
- Impitoyable (Unforgiven) – Réal. : Clint Eastwood ♕

#### 1994
- La Liste de Schindler (Schindler's List) – Réal. : Steven Spielberg ; Prod. : Branko Lustig et Gerald R. Molen ♕
- La Leçon de piano (The Piano) – Réal. : Jane Campion ; Prod. : Jan Chapman ♙
- Les Vestiges du jour (The Remains of the Day) – Réal. : James Ivory ; Prod. : John Calley, Ismail Merchant et Mike Nichols ♙
- Les Ombres du cœur (Shadowlands) – Réal. : Richard Attenborough ; Prod. : Brian Eastman

#### 1995
- Quatre Mariages et un enterrement (Four Weddings and a Funeral) – Réal. : Mike Newell ; Prod. : Duncan Kenworthy (en) ♙
- Forrest Gump – Réal. : Robert Zemeckis ; Prod. : Wendy Finerman, Steve Starkey et Steve Tisch ♕
- Pulp Fiction – Réal. : Quentin Tarantino ; Prod. : Lawrence Bender ♙
- Quiz Show – Réal. : Robert Redford ; Prod. : Michael Jacobs, Julian Krainin et Michael Nozik ♙

#### 1996
- Raison et Sentiments (Sense and Sensibility) – Réal. : Ang Lee ; Prod. : Lindsay Doran ♙
- Usual Suspects (The Usual Suspects) – Réal. : Bryan Singer ; Prod. : Michael McDonnell
- Babe, le cochon devenu berger (Babe) – Réal. : Chris Noonan ; Prod. : Bill Miller, George Miller et Doug Mitchell ♙
- La Folie du roi George (The Madness of King George) – Réal. : Nicholas Hytner ; Prod. : Stephen Evans et David Parfitt

#### 1997
- Le Patient anglais (The English Patient) – Réal. : Anthony Minghella ; Prod. : Saul Zaentz ♕
- Fargo – Réal. : Joel Coen ; Prod. : Ethan Coen ♙
- Secrets et Mensonges (Secrets & Lies) – Réal. : Mike Leigh ; Prod. : Simon Channing-Williams ♙
- Shine – Réal. : Scott Hicks ; Prod. : Jane Scott ♙

#### 1998
- The Full Monty - Le Grand Jeu (The Full Monty) – Réal. : Peter Cattaneo ; Prod. : Uberto Pasolini ♙
- La Dame de Windsor (Mrs. Brown) – Réal. : John Madden ; Prod. : Sarah Curtis
- L.A. Confidential – Réal. : Curtis Hanson ; Prod. : Arnon Milchan et Michael Nathanson ♙
- Titanic – Réal. : James Cameron ; Prod. : Jon Landau ♕

#### 1999
- Shakespeare in Love – Réal. : John Madden ; Prod. : Donna Gigliotti, Marc Norman, David Parfitt, Harvey Weinstein et Edward Zwick ♕
- Elizabeth – Réal. : Shekhar Kapur ; Prod. : Tim Bevan, Eric Fellner et Alison Owen ♙
- Il faut sauver le soldat Ryan (Saving Private Ryan) – Réal. : Steven Spielberg ; Prod. : Ian Bryce, Mark Gordon et Gary Levinsohn ♙
- The Truman Show – Réal. : Peter Weir ; Prod. : Edward S. Feldman (en), Andrew Niccol, Scott Rudin et Adam Schroeder

### Années 2000

#### 2000
- American Beauty – Réal. : Sam Mendes ; Prod. : Bruce Cohen et Dan Jinks ♕
- Fish and Chips (East is East) – Réal. : Damien O'Donnell ; Prod. : Leslee Udwin
- La Fin d'une liaison (The End of the Affair) – Réal. : Neil Jordan ; Prod. : Stephen Woolley
- Sixième Sens (The Sixth Sense) – Réal. : M. Night Shyamalan ; Prod. : Frank Marshall, Kathleen Kennedy et Barry Mendel ♙
- Le Talentueux Mr Ripley (The Talented Mr. Ripley) – Réal. : Anthony Minghella ; Prod. : William Horberg et Tom Sternberg

#### 2001
- Gladiator – Réal. : Ridley Scott ; Prod. : David Franzoni, Branko Lustig et Douglas Wick ♕
- Presque célèbre (Almost Famous) – Réal. : Cameron Crowe ; Prod. : Ian Bryce
- Billy Elliot – Réal. : Stephen Daldry ; Prod. : Greg Brenman et Jonathan Finn
- Erin Brockovich, seule contre tous (Erin Brockovich) – Réal. : Steven Soderbergh ; Prod. : Danny DeVito, Michael Shamberg et Stacey Sher ♙
- Tigre et Dragon (卧虎藏龙) – Réal. : Ang Lee ; Prod. : Hsu Li Kong et William Kong ♙

#### 2002
- Le Seigneur des anneaux : La Communauté de l'anneau (The Lord of the Rings: The Fellowship of the Ring) – Réal. : Peter Jackson ; Prod. : Barrie M. Osborne, Tim Sanders et Fran Walsh ♙
- Un homme d'exception (A Beautiful Mind) – Réal. : Ron Howard ; Prod. : Brian Grazer ♕
- Le Fabuleux Destin d'Amélie Poulain – Réal. : Jean-Pierre Jeunet ; Prod. : Jean-Marc Deschamps et Claudie Ossard ♙
- Moulin Rouge (Moulin Rouge!) – Réal. : Baz Luhrmann ; Prod. : Fred Baron et Martin Brown ♙
- Shrek – Réal. : Andrew Adamson et Vicky Jenson ; Prod. : Jeffrey Katzenberg, Aron Warner et John H. Williams

#### 2003
- Le Pianiste (The Pianist) – Réal. : Roman Polanski ; Prod. : Robert Benmussa et Alain Sarde ♙
- Chicago – Réal. : Rob Marshall ; Prod. : Martin Richards ♕
- Gangs of New York – Réal. : Martin Scorsese ; Prod. : Alberto Grimaldi et Harvey Weinstein ♙
- The Hours – Réal. : Stephen Daldry ; Prod. : Robert Fox et Scott Rudin ♙
- Le Seigneur des anneaux : Les Deux Tours (The Lord of the Rings: The Two Towers) – Réal. : Peter Jackson ; Prod. : Barrie M. Osborne et Fran Walsh ♙

#### 2004
- Le Seigneur des anneaux : Le Retour du roi (The Lord of the Rings: The Return of the King) – Réal. : Peter Jackson ; Prod. : Barrie M. Osborne et Fran Walsh ♕
- Big Fish – Réal. : Tim Burton ; Prod. : Bruce Cohen, Dan Jinks et Richard D. Zanuck
- Retour à Cold Mountain (Cold Mountain) – Réal. : Anthony Minghella ; Prod. : Albert Berger, William Horberg, Sydney Pollack et Ron Yerxa
- Lost in Translation – Réal. : Sofia Coppola ; Prod. : Ross Katz ♙
- Master and Commander : De l'autre côté du monde (Master and Commander: The Far Side of the World) – Réal. : Peter Weir ; Prod. : Samuel Goldwyn, Jr. et Duncan Henderson ♙

#### 2005
- Aviator (The Aviator) – Réal. : Martin Scorsese ; Prod. : Sandy Climan, Charles Evans Jr., Graham King et Michael Mann ♙
- Carnets de voyage (Diarios de motocicleta) – Réal. : Walter Salles ; Prod. : Michael Nozik, Edgard Tenenbaum et Karen Tenkhoff
- Eternal Sunshine of the Spotless Mind – Réal. : Michel Gondry ; Prod. : Anthony Bregman et Steve Golin
- Neverland (Finding Neverland) – Réal. : Marc Forster ; Prod. : Nellie Bellflower et Richard N. Gladstein ♙
- Vera Drake – Réal. : Mike Leigh ; Prod. : Simon Channing-Williams et Alain Sarde

#### 2006
- Le Secret de Brokeback Mountain (Brokeback Mountain) – Réal. : Ang Lee ; Prod. : Diana Ossana et James Schamus ♙
- Truman Capote (Capote) – Réal. : Bennett Miller ; Prod. : Caroline Baron, Michael Ohoven et William Vince ♙
- The Constant Gardener – Réal. : Fernando Meirelles ; Prod. : Simon Channing Williams
- Collision (Crash) – Réal. : Paul Haggis ; Prod. : Don Cheadle, Cathy Schulman et Bob Yari ♕
- Good Night and Good Luck – Réal. : George Clooney ; Prod. : Grant Heslov ♙

#### 2007
- The Queen – Réal. : Stephen Frears ; Prod. : Tracey Seaward, Christine Langan (en) et Andy Harries ♙
- Babel – Réal. : Alejandro González Iñárritu ; Prod. : Jon Kilik et Steve Golin ♙
- Les Infiltrés (The Departed) – Réal. : Martin Scorsese ; Prod. : Brad Pitt, Brad Grey et Graham King ♕
- Le Dernier Roi d'Écosse (The Last King of Scotland) – Réal. : Kevin Macdonald ; Prod. : Andrea Calderwood, Lisa Bryer et Charles Steel
- Little Miss Sunshine – Réal. : Jonathan Dayton et Valerie Faris ; Prod. : David T. Friendly, Peter Saraf et Marc Turtletaub ♙

#### 2008
- Reviens-moi (Atonement) – Réal. : Joe Wright ; Prod. : Tim Bevan, Eric Fellner et Paul Webster ♙
- American Gangster – Réal. : Ridley Scott ; Prod. : Brian Grazer
- La Vie des autres (Das Leben der Anderen) – Réal. : Florian Henckel von Donnersmarck ; Prod. : Quirin Berg et Max Wiedemann ♕
- No Country for Old Men – Réal. : Joel et Ethan Coen ; Prod. : Scott Rudin ♕
- There Will Be Blood – Réal. : Paul Thomas Anderson ; Prod. : Joanne Sellar et Daniel Lupi ♙

#### 2009
- Slumdog Millionaire – Réal. : Danny Boyle ; Prod. : Christian Colson ♕
- L'Étrange Histoire de Benjamin Button (The Curious Case of Benjamin Button) – Réal. : David Fincher ; Prod. : Kathleen Kennedy, Frank Marshall et Ray Stark ♙
- Frost/Nixon : L'Heure de vérité (Frost/Nixon) – Réal. : Ron Howard ; Prod. : Brian Grazer, Tim Bevan et Eric Fellner ♙
- Harvey Milk (Milk) – Réal. : Gus Van Sant ; Prod. : Dan Jinks et Bruce Cohen ♙
- The Reader – Réal. : Stephen Daldry ; Prod. : Anthony Minghella, Sydney Pollack et Scott Rudin ♙

### Années 2010

#### 2010
- Démineurs (The Hurt Locker) – Réal. : Kathryn Bigelow ; Prod. : Mark Boal, Nicolas Chartier et Greg Shapiro ♕
- Avatar – Réal. : James Cameron ; Prod. : Jon Landau ♙
- Une éducation (An Education) – Réal. : Lone Scherfig ; Prod. : Finola Dwyer et Amanda Posey ♙
- Precious (Precious: Based on the Novel 'Push' by Sapphire) – Réal. : Lee Daniels ; Prod. : Sarah Siegel-Magness et Gary Magness ♙
- In the Air (Up In the Air) – Réal. : Jason Reitman ; Prod. : Ivan Reitman et Daniel Dubiecki ♙

#### 2011
- Le Discours d'un roi (The King's Speech) – Réal. : Tom Hooper ; Prod. : Iain Canning, Emile Sherman et Gareth Unwin ♕
- Black Swan – Réal. : Darren Aronofsky ; Prod. : Scott Franklin (en), Mike Medavoy, Arnold Messer et Brian Oliver ♙
- Inception – Réal. : Christopher Nolan ; Prod. : Emma Thomas ♙
- The Social Network – Réal. : David Fincher ; Prod. : Scott Rudin, Dana Brunetti, Michael De Luca, Ceán Chaffin et Kevin Spacey ♙
- True Grit – Réal. : Joel et Ethan Coen ; Prod. : Scott Rudin et Steven Spielberg ♙

#### 2012
- The Artist – Réal. : Michel Hazanavicius ; Prod. : Thomas Langmann ♕
- The Descendants – Réal. : Alexander Payne ; Prod. : Jim Burke, Alexander Payne et Jim Taylor ♙
- Drive – Réal. : Nicolas Winding Refn ; Prod. : Michel Litvak, John Palermo, Marc Platt, Gigi Pritzker et Adam Siegel
- La Couleur des sentiments (The Help) – Réal. : Tate Taylor ; Prod. : Chris Columbus, Michael Barnathan et Michael Radcliffe ♙
- La Taupe (Tinker, Tailor, Soldier, Spy) – Réal. : Tomas Alfredson ; Prod. : Tim Bevan, Eric Fellner et Robyn Slovo

#### 2013
- Argo – Réal. : Ben Affleck ; Prod. : Grant Heslov, Ben Affleck, George Clooney ♕
- Lincoln – Réal. : Steven Spielberg ; Prod. : Steven Spielberg, Kathleen Kennedy ♙
- Les Misérables – Réal. : Tom Hooper ; Prod. : Tim Bevan, Eric Fellner, Debra Hayward, Cameron Mackintosh ♙
- L'Odyssée de Pi (Life of Pi) – Réal. : Ang Lee ; Prod. : Gil Netter, Ang Lee, David Womark ♙
- Zero Dark Thirty – Réal. : Kathryn Bigelow ; Prod. : Mark Boal, Kathryn Bigelow, Megan Ellison ♙

#### 2014
- Twelve Years a Slave – Réal. : Steve McQueen ; Prod. : Brad Pitt, Anthony Katagas, Dede Gardner, Jeremy Kleiner, Steve McQueen ♕[1]
- American Bluff (American Hustle) – Réal. : David O. Russell ; Prod. : Charles Roven, Richard Suckle, Megan Ellison, Jonathan Gordon ♙
- Capitaine Phillips (Captain Phillips) – Réal. : Paul Greengrass ; Prod. : Scott Rudin, Dana Brunetti, Michael De Luca ♙
- Gravity – Réal. : Alfonso Cuarón ; Prod. : Alfonso Cuarón, David Heyman ♙
- Philomena – Réal. : Stephen Frears ; Prod. : Gabrielle Tana, Steve Coogan, Tracey Seaward ♙

#### 2015
- Boyhood - Réal : Richard Linklater ; Prod. : Cathleen Sutherland, Richard Linklater ♙
- Birdman – Réal : Alejandro González Iñárritu ; Prod : Alejandro González Iñárritu, John Lesher, James W. Skotchdopole ♕
- The Grand Budapest Hotel – Réal : Wes Anderson ; Prod : Wes Anderson, Steven M. Rales, Jeremy Dawson, Scott Rudin ♙
- Imitation Game (The Imitation Game) – Réal : Morten Tyldum ; Prod : Nora Grossman, Ido Ostrowsky, Teddy Schwarzman ♙
- Une merveilleuse histoire du temps (The Theory of Everything) – Réal : James Marsh ; Prod : Tim Bevan, Lisa Bruce, Eric Fellner, Anthony McCarten ♙

#### 2016
- The Revenant – Réal : Alejandro González Iñárritu ; Prod : Arnon Milchan, Steve Golin, Alejandro González Iñárritu, Mary Parent (en), Keith Redmon (en) ♙
- The Big Short : Le Casse du siècle (The Big Short) – Réal: Adam McKay ; Prod : Brad Pitt, Dede Gardner, Jeremy Kleiner ♙
- Carol - Réal : Todd Haynes ; Prod : Elizabeth Karlsen (en), Tessa Ross, Christine Vachon, Stephen Woolley (en)
- Le Pont des espions (Bridge of Spies) ♙ – Réal : Steven Spielberg ; Prod : Steven Spielberg, Marc Platt, Kristie Macosko Krieger (en)
- Spotlight – Réal : Tom McCarthy ; Prod : Michael Sugar, Steve Golin, Nicole Rocklin, Blye Pagon Faust ♕

#### 2017
- La La Land – Réal : Damien Chazelle ; Prod : Fred Berger (en), Jordan Horowitz (en), Marc Platt ♙
- Premier Contact (Arrival) - Réal : Denis Villeneuve ; Prod : Dan Levine (en), Shawn Levy, David Linde, Karen Lunder, Aaron Ryder
- Moi, Daniel Blake (I, Daniel Blake) - Réal : Ken Loach ; Prod : Rebecca O'Brien (en)
- Manchester by the Sea – Réal : Kenneth Lonergan ; Prod : Lauren Beck (en), Matt Damon, Kimberly Steward (en), Chris Moore (en), Kevin J. Walsh (en) ♙
- Moonlight – Réal : Barry Jenkins ; Prod : Dede Gardner, Jeremy Kleiner,Adele Romanski ♕

#### 2018
- Three Billboards : Les Panneaux de la vengeance (Three Billboards Outside Ebbing, Missouri) - Réal : Martin McDonagh ; Prod : Graham Broadbent, Peter Czernin, Martin McDonagh ♙
- Call Me by Your Name - Réal : Luca Guadagnino ; Prod : Peter Spears, Luca Guadagnino, Émilie Georges (en), Marco Morabito (en) ♙
- Les Heures sombres (Darkest Hour) Réal : Joe Wright ; Prod : Tim Bevan, Eric Fellner, Lisa Bruce, Anthony McCarten, Douglas Urbanski ♙
- Dunkerque (Dunkirk) - Réal : Christopher Nolan ; Prod : Emma Thomas, Christopher Nolan ♙
- La Forme de l'eau (The Shape of Water) - Réal : Guillermo del Toro ; Prod : Guillermo del Toro et J. Miles Dale (en) ♕

#### 2019
- Roma - Réal : Alfonso Cuarón ; Prod : Alfonso Cuarón et Gabriela Rodriguez ♙
- BlacKkKlansman : J'ai infiltré le Ku Klux Klan - Réal : Spike Lee ; Prod : Jason Blum, Spike Lee, Raymond Mansfield, Sean McKittrick (en) et Jordan Peele ♙
- La Favorite (The Favourite) - Réal : Peter Farrelly ; Prod : Yórgos Lánthimos ; Prod : Ceci Dempsey, Ed Guiney (en), Yórgos Lánthimos et Lee Magiday ♙
- Green Book : Sur les routes du Sud (Green Book) - Réal : Jim Burke (en), Brian Hayes Currie, Peter Farrelly, Nick Vallelonga et Charles B. Wessler (en) ♕
- A Star is Born - Réal : Bradley Cooper ; Prod : Bradley Cooper, Bill Gerber (en) et Lynette Howell Taylor ♙

### Années 2020

#### 2020
- 1917  – Réal. : Sam Mendes ; Prod. : Pippa Harris, Callum McDougall, Sam Mendes et Jayne-Ann Tengren ♙
- The Irishman  – Réal. : Martin Scorsese ; Prod. : Robert De Niro, Jane Rosenthal, Martin Scorsese et Emma Tillinger Kosskoff ♙
- Joker  – Réal. : Todd Phillips ; Prod. : Bradley Cooper, Todd Phillips et Emma Tillinger Koskoff ♙
- Once Upon a Time… in Hollywood  – Réal. : Quentin Tarantino ; Prod. : David Heyman, Shannon McIntosh et Quentin Tarantino ♙
- Parasite  – Réal. : Bong Joon-ho ; Prod. : Bong Joon-ho et Kwak Sin-ae ♕

#### 2021
- Nomadland  – Réal. : Chloé Zhao ; Prod. : Frances McDormand, Peter Spears, Mollye Asher, Dan Janvey et Chloé Zhao ♕
- The Father  – Réal. : Florian Zeller ; Prod. : David Parfitt, Jean-Louis Livi et Philippe Carcassonne ♙
- Promising Young Woman – Réal. : Emerald Fennell ; Prod. : Josey McNamara, Ben Browning, Ashley Fox et Emerald Fennell ♙
- Désigné coupable (The Mauritanian) – Réal. : Kevin Macdonald ; Prod. : Adam Ackland, Leah Clarke, Christine Holder, Beatriz Levin et Lloyd Levin
- Les Sept de Chicago (The Trial of the Chicago 7) – Réal. : Aaron Sorkin ; Prod. : Stuart M. Besser et Marc Platt ♙

#### 2022
- The Power of the Dog – Réal. : Jane Campion ; Prod. : Jane Campion, Iain Canning, Roger Frappier, Tanya Seghatchian et Emile Sherman ♙
- Belfast – Réal. : Kenneth Branagh ; Prod. : Laura Berwick, Kenneth Branagh, Becca Kovacik and Tamar Thomas ♙
- Don't Look Up : Déni cosmique (Don't Look Up) – Réal. : Adam McKay ; Prod. : Adam McKay and Kevin Messick ♙
- Dune – Réal. : Denis Villeneuve ; Prod. : Cale Boyter, Mary Parent et Denis Villeneuve ♙
- Licorice Pizza – Réal. : Paul Thomas Anderson ; Prod. : Paul Thomas Anderson, Sara Murphy et Adam Somner ♙

#### 2023
- À l'Ouest, rien de nouveau (All Quiet on the Western Front) – Malte Grunert
- Les Banshees d'Inisherin – Graham Broadbent, Pete Czernin et Martin McDonagh
- Elvis – Gail Berman, Baz Luhrmann, Catherine Martin, Patrick McCormick et Schuyler Weiss
- Everything Everywhere All at Once – Les Daniels
- Tár – Todd Field, Scott Lambert et Alexandra Milchan

#### 2024
- Oppenheimer – Christopher Nolan, Charles Roven et Emma Thomas
- Anatomie d'une chute -  Marie-Ange Luciani et David Thion
- Winter Break -  Mark Johnson
- Killers of the Flower Moon -  Dan Friedkin, Daniel Lupi (en), Martin Scorsese et Bradley Thomas (en)
- Pauvres Créatures – Ed Guiney, Yórgos Lánthimos, Andrew Lowe et Emma Stone

#### 2025
- Conclave – Tessa Ross, Juliette Howell et Michael A. Jackman
- Anora – Sean Baker, Alex Coco et Samantha Quan
- The Brutalist – Nick Gordon, D. J. Gugenheim, Andrew Lauren, Trevor Matthews et Brian Young
- Emilia Pérez
- Un parfait inconnu (A Complete Unknown)